# 塔丘站
塔丘站（英語：Tower Hill tube station）是倫敦地鐵的一個車站，位於塔村區的塔丘。塔丘站是環線的車站，位於倫敦第1收費區。